# Imhofhaus

Aufnahme des Imhofhauses von Carl Jochner (um 1862)

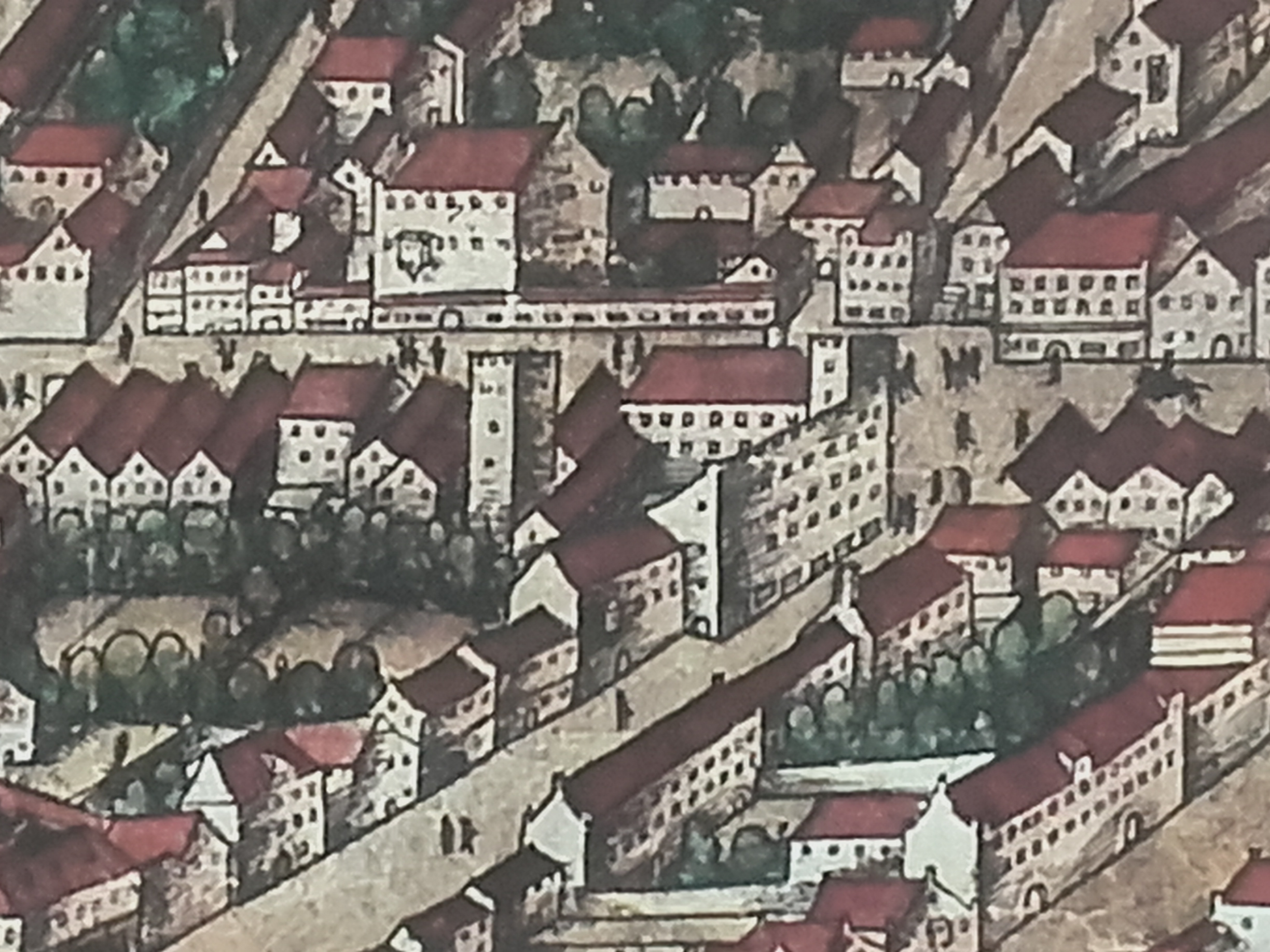
Das Imhofhaus im Vogelschauplan von 1521. Links davon der Königsturm.

Das Imhofhaus war ein burgartiges Stadtpalais in der Augsburger Innenstadt. Anfang des 16. Jahrhunderts im Renaissancestil an der Kreuzung Karolinenstraße/Obstmarkt (Litera D 83) errichtet, diente es bis zu seinem Abbruch zwei Patrizierfamilien als repräsentativer Wohnsitz.

## Geschichte
Im Jahr 1487 erwarb Christoph Eggenberger († 1520), Sohn des Grazer Münzmeisters Balthasar Eggenberg(er), durch Heirat mit einer Tochter des Bürgermeisters (Stadtpflegers) Leonhard Langenmantel von Radau das Augsburger Bürgerrecht und begründete hier einen neuen Familienzweig. Noch im selben Jahr gingen zwei benachbarte Hofstellen am südlichen Rand der Domstadt aus dem Besitz der Langenmantels in seinen über. Zwischen 1509 und 1510 wurden diese Höfe durch einen Neubau mit burgähnlichem Erscheinungsbild zusammengeführt.
Im 17. Jahrhundert starb die Familie Eggenberger aus, und das Anwesen gelangte in das Eigentum der Patrizierfamilie Imhof. Das genaue Datum des Eigentümerwechsels ist nicht überliefert, ein erster schriftlicher Beleg für die Imhofs stammt jedoch aus dem Jahr 1683. Im Jahr 1862 erwarb schließlich der Unternehmer Ludwig August Riedinger das Imhofhaus und ließ es kurz darauf für einen Neubau (das Riedingerhaus) abbrechen.

## Architektur
Durch seine hoch aufragende Fassade nach Süden und Osten bildete das Gebäude einen visuellen Abschluss der reichsstädtischen Nord-Süd-Achse und trennte – ähnlich dem ehemaligen Schwalbenecktor – die Bischofsstadt im Norden von der Bürgerstadt im Süden. Sein burgartiges Erscheinungsbild prägten insbesondere ein Eckturm und die aufgesetzten Zinnen. Der Kulturhistoriker Wilhelm Heinrich Riehl fühlte sich beim Anblick des Imhofhauses gar an die Stadtburgen der großen Geschlechter Oberitaliens erinnert.